# Raúl García Pierna
Raúl García Pierna (født 23. februar 2001 i Tres Cantos) er en cykelrytter fra Spanien, der kører for Arkéa-B&B Hotels.